# Даніеле Молменті
Даніеле Молменті  (італ. Daniele Molmenti, 1 серпня 1984) — італійський веслувальник, олімпійський чемпіон.

## Виступи на Олімпіадах
| Олімпіада   | Дисципліна                | Місце |
| ----------- | ------------------------- | ----- |
| Пекін 2008  | байдарка-одиночка, слалом | 10    |
| Лондон 2012 | байдарка-одиночка, слалом | 1     |

## Зовнішні посилання
- Досьє на sport.references.com [Архівовано 20 грудня 2014 у Wayback Machine.]

1. ↑  Olympedia — 2006.